# Bourama Coulibaly
Pour les articles homonymes, voir Coulibaly.
Bourama Coulibaly (parfois prénommé Bréhim, Birama ou Bréhima) né le 13 février 1994, est un coureur cycliste malien.

## Biographie
En 2012, Coulibaly se classe treizième du championnat d'Afrique sur route juniors (moins de 19 ans). Il dispute par ailleurs son premier du Tour du Faso. 
Entre 2014 et 2016, il brille principalement dans des courses locales. En 2017, il s'impose sur l'étape inaugurale du Tour du Mali. Il participe également aux Jeux de la Francophonie, où il termine 43e et dernier de la course en ligne. 
Lors de la saison 2018, il se distingue sur le Tour du Mali en remportant une étape et en terminant troisième du classement général. Il est également sacré champion national du Mali à Siby. Sur le circuit UCI, il livre une belle prestation au Tour de Côte d'Ivoire en obtenant trois podiums d'étape.

## Palmarès
- 2015
  - Critérium de Tienkoungoba
- 2016
  - Grand Prix des Récoltes[6]
- 2017
  - 1re étape du Tour du Mali
  - Grand Prix du CNOS
  - 3e du championnat du Mali sur route
- 2018
  -  Champion du Mali sur route
  - 2e étape du Tour du Mali
  - 1re et 2e étapes du Tour de Guinée
  - 2e du Tour de Guinée
  - 3e du Tour du Mali

## Classements mondiaux
| Année           | 2018 |
| --------------- | ---- |
| UCI Africa Tour | 196e |